# شارل لو گوفیک
شارل لو گوفیک (به فرانسوی: Charles Le Goffic) شاعر، رمان‌نویس و منتقد ادبی قرن نوزدهم میلادی اهل فرانسه است.